# إدارة النفايات في الهند

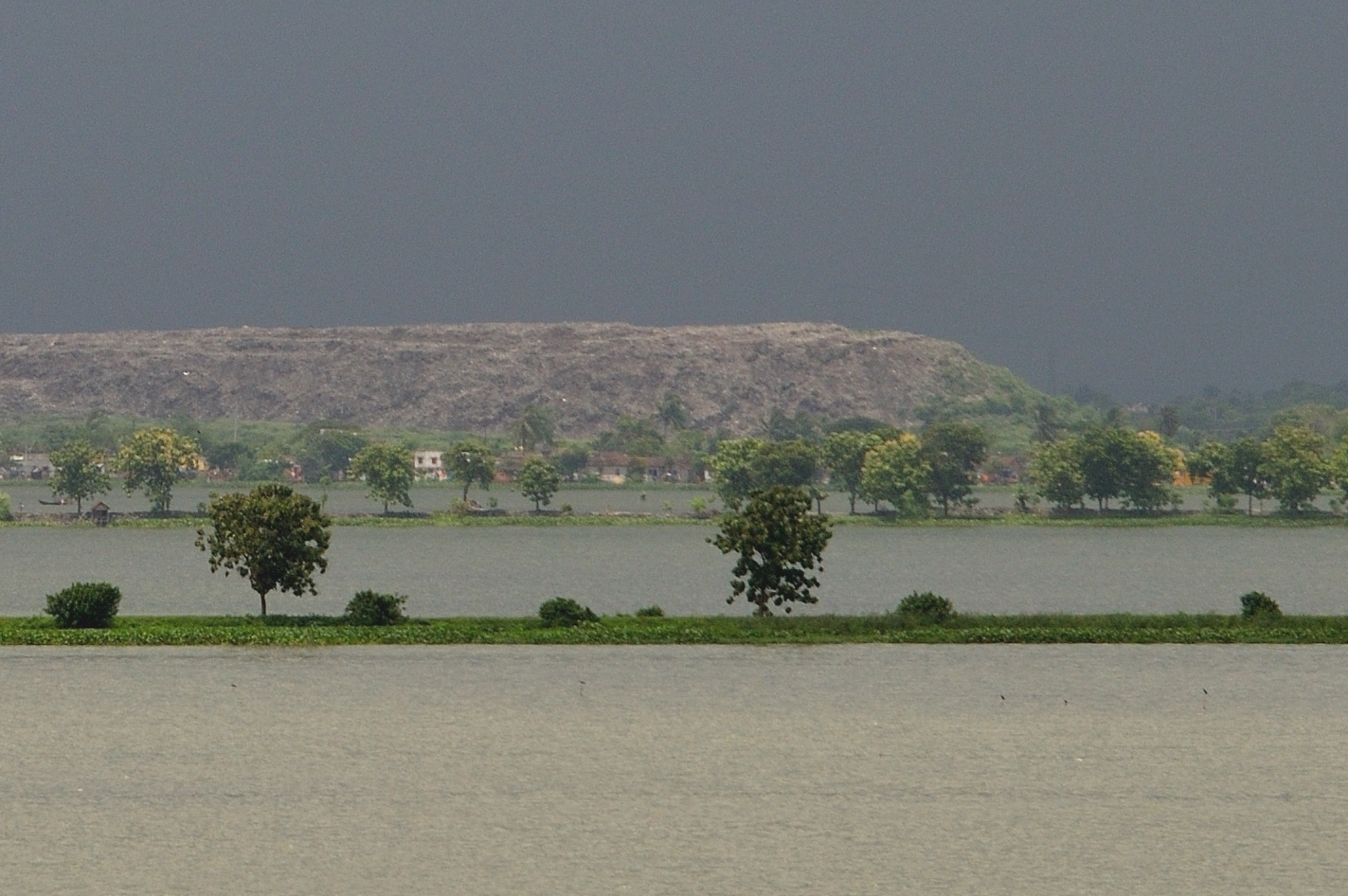
مكب نفايات المدينة - دابا - كولكاتا

تقع إدارة النفايات في الهند ضمن اختصاصات وزارة الاتحاد لشؤون البيئة والغابات والتغير المناخي. في عام 2016، أصدرت هذه الوزارة قواعد إدارة النفايات الصلبة، التي حلت محل قواعد النفايات الصلبة البلدية (إدارتها والتعامل معها)، والتي كان يوجد 2000 نسخة منها قيد التطبيق منذ 16 عامًا. لعبت هذه السياسة الوطنية دورًا بارزًا في الاعتراف بالقطاع غير الرسمي (جامعي النفايات) وشملهم ضمن عملية إدارة النفايات لأول مرة.
تنتج الهند 62 مليون طن من النفايات في العام. يجمع منها نحو 43 مليون طن (70%)، ويعالج نحو 12 مليون طن، ويرمى نحو 31 مليون طن في مكبات النفايات.
مع تغير أنماط الاستهلاك والنمو الاقتصادي المتسارع، يقدر أن توليد نفايات البلديات الصلبة سيزداد حتى نحو 165 مليون طن في 2030.

## توليد نفايات البيوت وتركيبها
إدارة النفايات الصلبة مشكلة كبرى للعديد من الهيئات المحلية في الهند، حيث نتج عن التحضر والتحول الصناعي والنمو الاقتصادي زيادة في توليد النفايات البلدية الصلبة للشخص الواحد. إدارة النفايات البلدية الصلبة بشكل فعال تحدٍّ كبير للمدن ذات الكثافة السكانية العالية. تحقيق التنمية المستدامة في بلد تشهد نموًا سكانيًا مرتفعًا وتحسينات في الظروف المعيشية أصعب في الهند لأنها بلد متنوعة تضم العديد من المجموعات الدينية والثقافات والتقاليد.
رغم النمو في الجوانب الاجتماعية والاقتصادية والبيئية، فإن أنظمة إدارة النفايات البلدية الصلبة في الهند بقيت نسبيًّا على حالها. كان للقطاع غير الرسمي دور مهم في استخراج القيمة من النفايات، برمي نحو 90% من بواقي النفايات حاليًّا بدلًا من التخلص منها بشكل صحيح في مكبات النفايات. هناك حاجة ملحة للتحرك باتجاه إدارة أكثر استدامة للنفايات البلدية الصلبة، الأمر الذي يحتاج إلى أنظمة جديدة لإدارة النفايات ومنشآت جديدة لإدارة النفايات. الأنظمة الحالية لإدارة النفايات الصلبة لا تتصف بالكفاءة، إذ يكون فيها للنفايات آثار سلبية على الصحة العامة والبيئة والاقتصاد. قدمت وزارة البيئة والغابات قواعد إدارة النفايات والتعامل معها، ولكن الالتزام بها محدود ويختلف من مكان لآخر.

## النفايات الإلكترونية في الهند
قدرت الهيئة العالمية لمراقبة النفايات الإلكترونية، وهي نتيجة تعاون الاتحاد الدولي للاتصالات عن بعد وجامعة الأمم المتحدة، أن الهند ولدت 1.975 مليون طن من النفايات الإلكترونية في عام 2016 أو نحو 1.5 كيلوغرام من النفايات الإلكترونية للشخص الواحد.
صرحت الغرف التعاونية للتجارة والصناعة بأن النمو الاقتصادي السريع وتغير سلوك المستهلكين يرجح أن يؤديا إلى زيادة توليد النفايات الإلكترونية في الهند حتى 5.2 مليون طن في العام بحلول عام 2020.

## قواعد إدارة النفايات الصلبة
دشنت قواعد إدارة النفايات الصلبة في عام 2016، ومن أبرز ما جاء فيها:
- فصل النفايات عند المصدر أمر إلزامي. يطلب من البيوت فصل النفايات إلى ثلاث أنواع: عضوية أو قابلة للانحلال الحيوي، نفايات جافة (كالبلاستيك والورق والمعادن والخشب)، ونفايات منزلية خطرة (حفاضات، مناديل، مبيدات بعوض، مواد منظفة). كذلك فإن المصادر الكبرى للنفايات كالفنادق والمشافي عليها أن تعالج النفايات العضوية إما في الموقع مباشرةً أو بالتعاون مع هيئة حضرية محلية.
- أصدرت توجيهات للهيئات الحضرية المحلية والبلديات بضم جامعي النفايات غير الرسميين وجامعي المواد المستعملة ضمن عملية إدارة النفايات. في الهند أكثر من 1.5 مليون جامع نفايات غير رسمي، وضمهم في النظام الرسمي لإدارة النفايات سيشكل فرصة للهيئات الحضرية المحلية كي تدير عملياتهم بشكل متناسق، مع توفير فرص أفضل لزيادة دخل جامعي النفايات.
- يطلب من صانعي منتجات المستهلكين سريعة الحركة الذين يستخدمون تغليفًا غير قابل للانحلال الحيوي أن يفرضوا نظامًا لجمع نفايات التغليف الناتجة عن إنتاجهم.
- أعطيت للهيئات الحضريات المحلية صلاحية تقاضي أجور مستخدمين من مولدي النفايات بالجملة لجمع ومعالجة نفاياتهم. يمكن أيضًا فرض غرامات موضعية على الأشخاص خلال حرق القمامة أو رميها في الأماكن العامة.[9]
- لا يسمح بأي قطعة نفايات غير قابلة لإعادة التدوير بقيمة حرارية أكبر من 1,500 كيلوكالوري/كغ في مكبات النفايات. يجب إما استخدام هذه النفايات لتوليد الطاقة أو لتحضير الوقود المشتق من النفايات. يمكن أيضًا استخدامها للمشاركة في معالجة الإسمنت أو محطات الطاقة الحرارية.